# Reudnitz-Thonberg

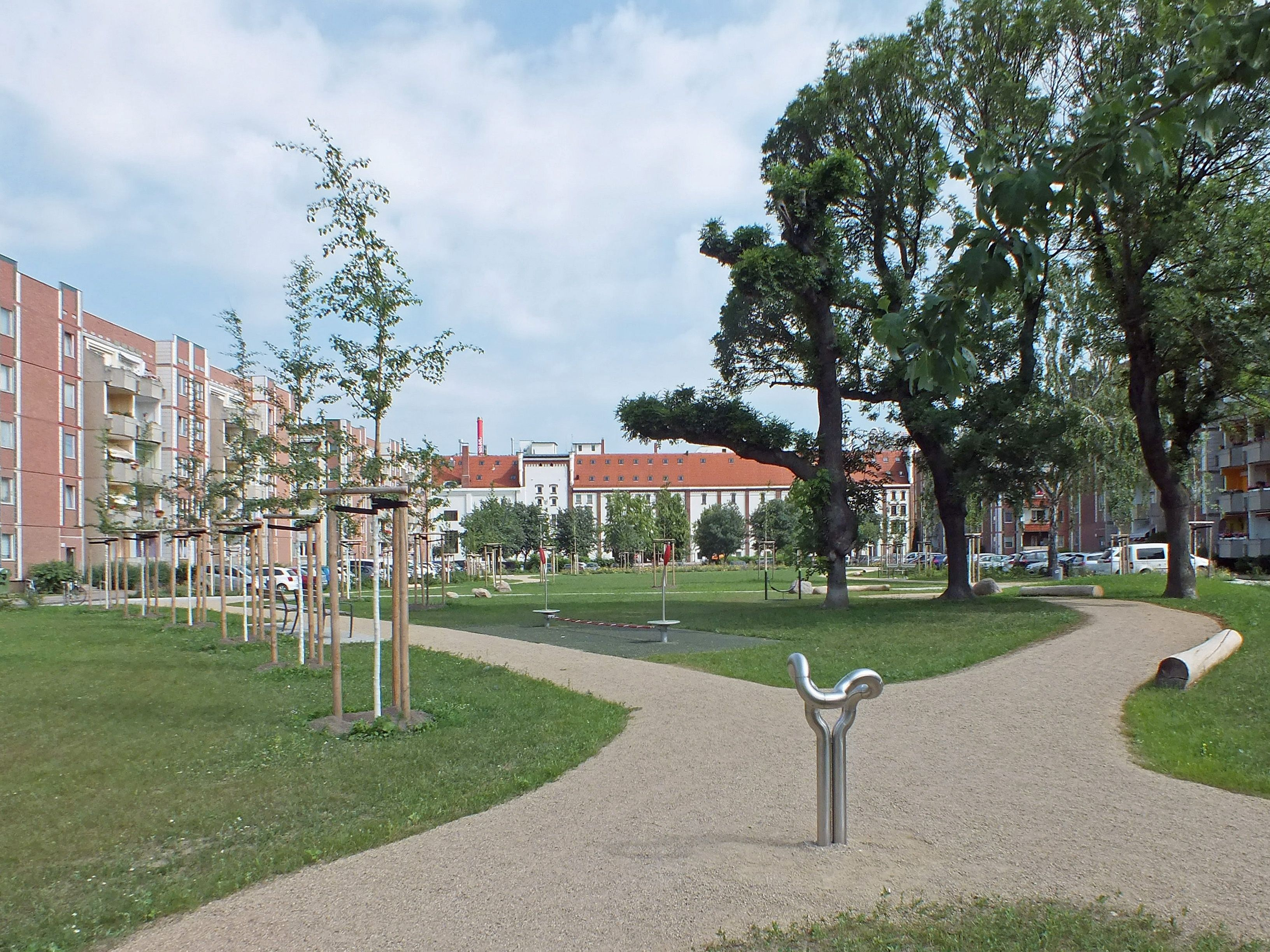
Im Reudnitzer Cäcilienpark

Reudnitz-Thonberg ist ein Ortsteil im Stadtbezirk Südost von Leipzig. Er entstand bei der kommunalen Neugliederung der Stadt im Jahr 1992 und umfasst im Wesentlichen den Süden des Stadtteils Reudnitz und den nördlichen Teil von Thonberg.

## Lage
Reudnitz-Thonberg wird im Norden umgrenzt von der Dresdner Straße, der Breiten Straße, der Riebeckstraße und der ehemaligen Eilenburger Bahnlinie, im Südosten von der Bahnstrecke Leipzig Hbf–Leipzig-Connewitz, im Südwesten von der Prager Straße, der Semmelweisstraße, der Ostgrenze des Friedensparks, der Straße „Vor dem Hospitaltore“ und der Prager Straße sowie im Westen vom Gerichtsweg.
Katastermäßig umfasst der Ortsteil den größten Teil der Gemarkung Reudnitz, einen Teil der Gemarkung Thonberg sowie kleine Teile der Gemarkungen Anger, Stötteritz und Leipzig. Bei der Neugliederung 1992 ging der Nordteil von Reudnitz nördlich der Dresdner Straße mit dem alten Ortskern an den Ortsteil Neustadt-Neuschönefeld. Das zur Gemarkung Thonberg gehörende Alte Messegelände wurde dem Ortsteil Zentrum-Südost, der Wilhelm-Külz-Park Probstheida und das Gelände östlich der Güntzstraße Stötteritz zugeordnet.

## Ortscharakteristik
Reudnitz-Thonberg ist – von den Grünflächen abgesehen – überwiegend Wohn- und Mischgebiet. Der einzige größere Betrieb ist das Leipziger Brauhaus zu Reudnitz. Es finden sich sowohl Wohnbauten der Gründerzeit (wie um die Riebeck- und Oststraße), solche vom Beginn des 20. Jahrhunderts (wie an der Holsteinstraße) und einzelne zu DDR-Zeiten errichtete Plattenbauten (wie an der Mühlstraße).
Der anstelle des zerstörten Eilenburger Bahnhofs angelegte Lene-Voigt-Park nimmt eine Fläche von 7 Hektar im Zentrum des Ortsteils ein. In die Wohnviertel sind weitere, kleinere Parks und Grünflächen eingestreut: der Stephaniplatz, der Reudnitzer Park, der Möbius- und der Alfred-Frank-Platz sowie der Cäcilienpark.

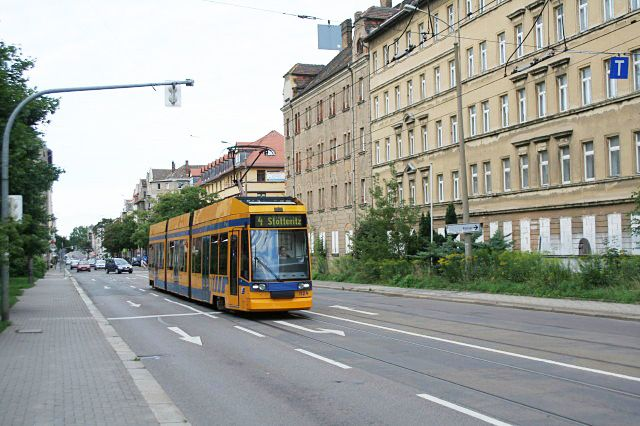
Straßenbahn in der Riebeckstraße

An größeren Verkehrsadern, in denen sich auch der öffentliche Nahverkehr abspielt, durchziehen die Prager Straße (Bundesstraße 2; mit den Straßenbahnlinien 15 und z. T. 12 bzw. 2) sowie die Oststraße (mit der Buslinie 60) und die Riebeckstraße (Straßenbahn 4 und Buslinie 70) das Gebiet, während der Gerichtsweg und die Dresdner Straße es nur tangieren.
Hinsichtlich der Bevölkerungsstruktur weichen vor allem der höhere Studierendenanteil (18 %), der geringere Seniorenanteil (18,2 %) und der recht niedrige PKW-Quotient (235 Fahrzeuge pro 1000 Einwohner) vom Leipziger Durchschnitt ab. Junge Erwachsene zwischen 20 und 35 Jahren stellen altersmäßig die größte Bevölkerungsgruppe (42 %). Die Kriminalitätsrate ist mit 157 registrierten Straftaten je 1000 Einwohner leicht überdurchschnittlich (Stand: 2017).

## Bevölkerung
| Jahr | Einwohner |
| ---- | --------- |
| 2000 | 15.655    |
| 2005 | 15.935    |
| 2010 | 17.206    |
| 2015 | 20.546    |
| 2020 | 22.717    |
| 2024 | 23.955    |

Stand: 31.12. des jeweiligen Jahres

## Politik
Bei den Wahlen zum Sächsischen Landtag gehört Reudnitz-Thonberg zum Wahlkreis Leipzig 1, bei Bundestagswahlen zum Bundestagswahlkreis Leipzig II (Wahlkreis 153).
Die Bundestagswahl 2021 führte bei einer Wahlbeteiligung von 78,1 % zu folgendem Zweitstimmenergebnis:
| Partei                | Reudnitz-Thonberg | Stadt Leipzig |
| --------------------- | ----------------- | ------------- |
| Bündnis 90/Die Grünen | 31,1 %            | 18,5 %        |
| Die Linke             | 19,2 %            | 13,7 %        |
| SPD                   | 17,6 %            | 20,9 %        |
| CDU                   | 07,6 %            | 14,0 %        |
| FDP                   | 07,3 %            | 10,1 %        |
| AfD                   | 07,0 %            | 13,3 %        |
| Sonstige              | 10,2 %            | 09,5 %        |

## Schulen

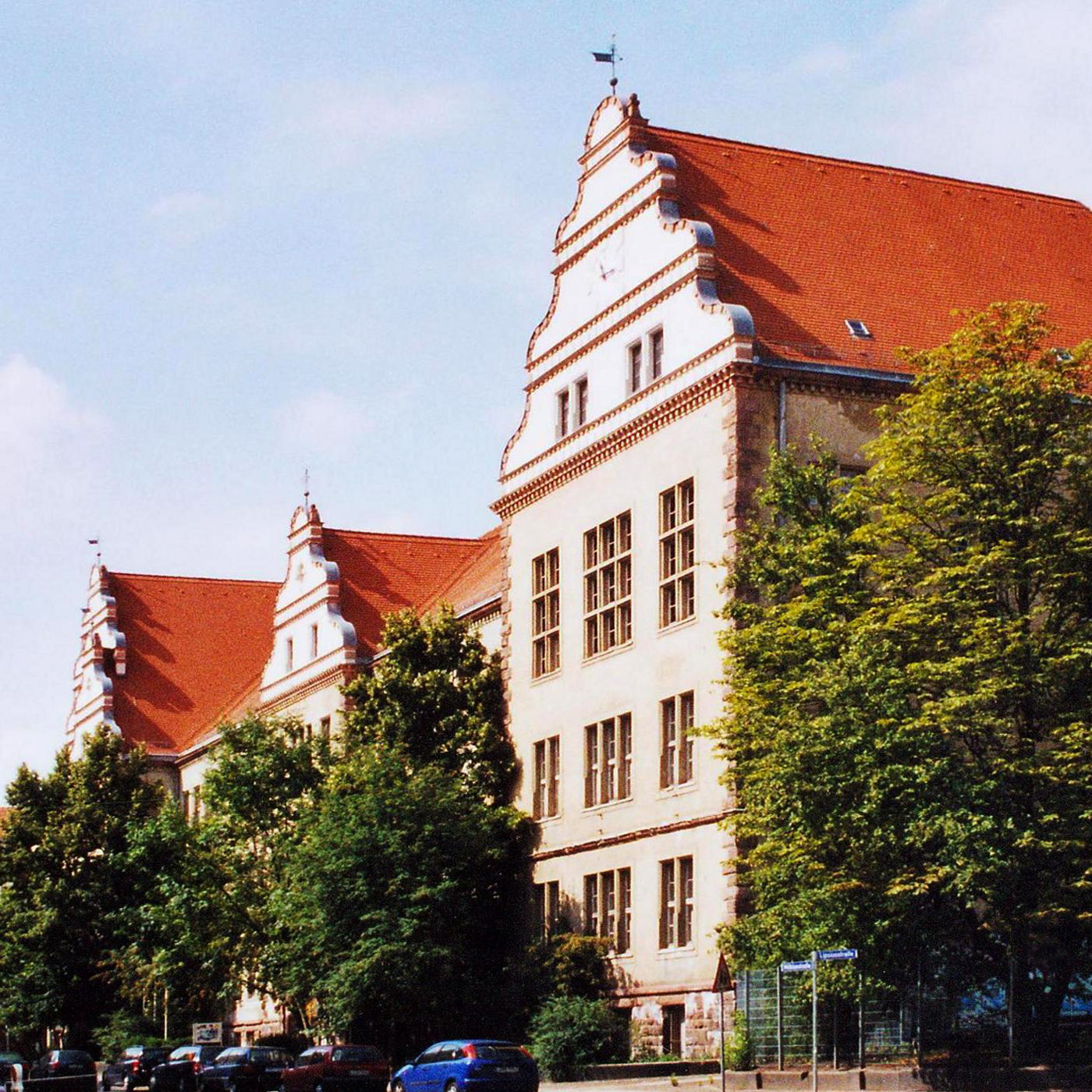
Humboldt-Schule (2006)

- Fritz-Baumgarten-Schule (Grundschule), Riebeckstraße 50[7]
- Wilhelm-Busch-Schule (Grundschule), Heinrichstraße 43/45[8]
- Schule am Barnet-Licht-Platz (Oberschule), Barnet-Licht-Platz 1[9]
- 125. Schule (Oberschule), Heinrichstraße 43/45[10]
- Humboldt-Schule (Gymnasium), Möbiusstraße 8[11]
- Schule an der Prager Spitze (Gymnasium), Barnet-Licht-Platz 1[12]
- Samuel-Heinicke-Schule (Gehörlosenschule), Karl-Siegismund-Straße 2

## Weitere Informationen
Zu Einzelheiten des Ortsteils, wie etwa Geschichte und Sehenswürdigkeiten, sei auf die Stadtteilartikel Reudnitz und Thonberg verwiesen.